# غابرييل فابريس
غابرييل فابريس (بالإيطالية: Gabriele Fabris)‏ هو لاعب كرة قدم إيطالي في مركز الدفاع، ولد في 28 أبريل 1988 في غوريتسيا في إيطاليا. لعب مع نادي تريفيزو.